# Masatoshi Shinomaki
Masatoshi Shinomaki (jap. 篠巻政利, Shinomaki Masatoshi; * 6. Oktober 1946) ist ein ehemaliger japanischer Judoka, der 1969 und 1971 Weltmeister in der offenen Klasse war.

## Sportliche Karriere
Der 1,81 m große Masatoshi Shinohara siegte 1966 bei den Weltmeisterschaften der Studierenden in Prag im Schwergewicht und in der offenen Klasse. Im Jahr darauf trat er bei den Weltmeisterschaften 1967 in Salt Lake City in der offenen Klasse an und gewann eine Bronzemedaille. Drei Wochen nach den Weltmeisterschaften siegte er bei der Universiade in Tokio in der offenen Klasse. 1968 belegte er bei den japanischen Meisterschaften den dritten Platz im Schwergewicht, 1969 gewann er den Titel im Schwergewicht. Bei den Weltmeisterschaften 1969 in Mexiko-Stadt trat er in der offenen Klasse an. Auf seinem Weg ins Finale besiegte er Anzor Kibrotsaschwili aus der Sowjetunion und Klaus Glahn aus der Bundesrepublik Deutschland. Im Finale traf er auf den Niederländer Willem Ruska, den er in der Vorrunde bereits bezwungen hatte. Im Finale gewann Shinomaki erneut.
1970 gewann Shinomaki seinen einzigen japanischen Meistertitel in der offenen Klasse. Bei den Weltmeisterschaften 1971 in Ludwigshafen unterlag er im Pool-Finale Witali Kusnezow, erreichte aber mit Siegen über Klaus Glahn und über den Brasilianer Chiaki Ishii das Finale. Hier traf er erneut auf Kusnezow und diesmal gewann Shinomaki. Auch bei den Olympischen Spielen 1972 in München kämpfte Madatoshi Shinomaki in der offenen Klasse. Nach Siegen über den Spanier Santiago Ojeda durch Schiedsrichterentscheid und über den Argentinier Antonio Gallina nach 1:39 Minuten schied er gegen Klaus Glahn durch Schiedsrichterentscheid aus. 1973 trat Shinomaki bei den Weltmeisterschaften in Lausanne im Schwergewicht an und schied in seinem Auftaktkampf gegen den Franzosen François Besson aus. 1975 erreichte er noch einmal den dritten Platz bei den japanischen Meisterschaften in der offenen Klasse.